# ماتئو پروتی
ماتئو پروتی (انگلیسی: Matteo Perrotti؛ زادهٔ ۱۷ آوریل ۱۹۹۹) بازیکن فوتبال است.